# Euro Hockey League (mannen)

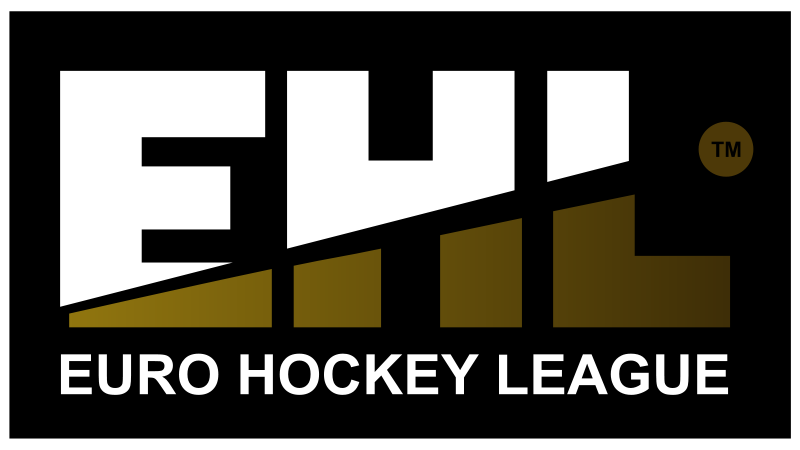
Beeldmerk

De Euro Hockey League (EHL) is een Europese hockeycompetitie voor clubteams. De EHL is de opvolger van de Europacuptoernooien en wordt georganiseerd door de European Hockey Federation (EHF).

## Geschiedenis en achtergrond
De eerste editie van het toernooi werd gehouden in 2007. 24 clubs uit 12 landen streden om de Europese titel. De Euro Hockey League gold als opvolger van de Europacup. De EHL wordt georganiseerd door de European Hockey Federation. Lange tijd was de EHL is er alleen voor de heren, voor de dames was er de vergelijkbare Club Champions Cup. In 2019 werd besloten om ook een vrouwentoernooi in te richten.
De Euro Hockey League (EHL) is gebaseerd op het Champions Leaguemodel, wat onder andere al gebruikt wordt in voetbal, volleybal en handbal. De beste teams van Europa spelen onderling tegen elkaar en de winnaar mag zich na afloop de beste van Europa noemen. Het hele evenement wordt gespeeld in vier weekenden op vier verschillende locaties verdeeld over het hele hockeyseizoen.
In 2020 werd gestart met de Euro Hockey League voor vrouwen.

## Kwalificatie
Het aantal teams dat een land mag afvaardigen wordt bepaald door een ranglijst van de internationale prestaties van landen. België en Nederland hebben hierin een leidende positie. Aan het toernooi nemen 24 clubs deel, verdeeld over 12 landen. De eerste 4 landen vaardigen drie teams af naar de EHL; de landen met plaats 5 t/m 8 hebben twee deelnemende teams en de landen 9 t/m 12 één team.

### Schaduwtoernooien
Voor de lager gerangschikte landen zijn er aparte kleine Europese toernooien. De Euro Hockey Trophy is een Europees toernooi dat in de schaduw staat van de EHL. Hieraan doen de vice-kampioenen van de landen op plaats 9 t/m 12 mee, aangevuld met de kampioenen van de landen 13 t/m 16, in totaal dus 8 teams. Vervolgens nemen de vice-kampioenen van die landen samen met de kampioenen van 17 t/m 20 deel aan de Hockey Challenge I, enzovoort. Zie de tabel hieronder ter verduidelijking.
| pos.    | EHL | Trophy | Challenge I | Challenge II | Challenge III | Challenge IV | Challenge V |
| ------- | --- | ------ | ----------- | ------------ | ------------- | ------------ | ----------- |
| 1 - 4   | 3   |        |             |              |               |              |             |
| 5 - 8   | 2   |        |             |              |               |              |             |
| 9 - 12  | 1   | 1      |             |              |               |              |             |
| 13 - 16 |     | 1      | 1           |              |               |              |             |
| 17 - 20 |     |        | 1           | 1            |               |              |             |
| 21 - 24 |     |        |             | 1            | 1             |              |             |
| 25 - 28 |     |        |             |              | 1             | 1            |             |
| 29 - 32 |     |        |             |              |               | 1            | 1           |
| 33 - 36 |     |        |             |              |               |              | 1           |
| Totaal  | 24  | 8      | 8           | 8            | 8             | 8            | 8           |

## Winnaars
| Jaar    | Goud                               | Zilver                             | Brons                              |
| ------- | ---------------------------------- | ---------------------------------- | ---------------------------------- |
| 2007/08 | UHC Hamburg                        | HGC                                | HC Rotterdam                       |
| 2008/09 | HC Bloemendaal                     | UHC Hamburg                        | HC Rotterdam                       |
| 2009/10 | UHC Hamburg                        | HC Rotterdam                       | Amsterdam H&BC                     |
| 2010/11 | HGC                                | Club de Campo                      | Reading HC                         |
| 2011/12 | UHC Hamburg                        | Amsterdam H&BC                     | KHC Dragons                        |
| 2012/13 | HC Bloemendaal                     | KHC Dragons                        | Amsterdam H&BC                     |
| 2013/14 | Harvestehuder THC                  | Oranje Zwart                       | KHC Dragons                        |
| 2014/15 | Oranje Zwart                       | UHC Hamburg                        | HC Bloemendaal                     |
| 2015/16 | HC Kampong                         | Amsterdam H&BC                     | Harvestehuder THC                  |
| 2016/17 | Rot-Weiss Köln                     | Oranje-Rood                        | KHC Dragons                        |
| 2017/18 | HC Bloemendaal                     | HC Kampong                         | HC Rotterdam                       |
| 2018/19 | Waterloo Ducks                     | Rot-Weiss Köln                     | Mannheimer HC                      |
| 2019/20 | Geannuleerd vanwege Coronapandemie | Geannuleerd vanwege Coronapandemie | Geannuleerd vanwege Coronapandemie |
| 2021    | HC Bloemendaal                     | Atlètic Terrassa                   | Royal Léopold Club                 |
| 2022    | HC Bloemendaal                     | Rot-Weiss Köln                     | Surbiton Hockey Club               |
| 2023    | HC Bloemendaal                     | Rot-Weiss Köln                     | Royal Racing Bruxelles             |
| 2024    | Pinoké                             | HC Kampong                         | Old Geogians                       |
| 2025    | Gantoise                           | HC Bloemendaal                     | HC Rotterdam                       |

## Medaillespiegel
| Plaats | Land      | Goud | Zilver | Brons | Totaal |
| 1      | Nederland | 10   | 9      | 7     | 26     |
| 2      | Duitsland | 5    | 5      | 2     | 12     |
| 3      | België    | 2    | 1      | 5     | 8      |
| 4      | Spanje    | 0    | 2      | 0     | 2      |
| 5      | Engeland  | 0    | 0      | 3     | 3      |
| Totaal | Totaal    | 17   | 17     | 17    | 51     |

## Prijzengeld
In totaal valt er 24.500 euro te verdelen tussen de nummers één, twee, drie en vier. De winnaar van de EHL strijkt 10.000 euro op, de nummer twee 7.500 euro en de nummer drie 5.000 euro. De nummer vier ontvangt 2.000 euro.